# José Ramón Alexanco
José Ramón Alexanco Ventosa (Alonsótegui, Vizcaya, 19 de mayo de 1956), también conocido como Alexanko, es un exfutbolista español que jugaba como defensa. Se inició como profesional en el Athletic Club, entre 1976 y 1980, aunque la mayor parte de su carrera deportiva transcurrió en el F. C. Barcelona, en el que jugó 400 partidos en 13 temporadas y colaboró, siendo capitán durante muchos muchos años hasta 1993, a que el club obtuviese 17 títulos.

## Trayectoria

### Como jugador
Formado en la cantera de la S.D. Llodio, conocida entonces por cuestión de patrocinio como C.D. Villosa, con 16 años fue fichado por el Athletic Club. Formó parte del Bilbao Athletic (3.ª División) entre las temporadas 1973-1974 y 1975-1976. La siguiente temporada la inició como cedido en el Deportivo Alavés (Segunda División española), siendo respescado por el entrenador Koldo Aguirre en diciembre de 1976 para el primer equipo, debutando en la victoria 5-2 sobre el R. C. D. Espanyol. En su primera temporada como rojiblanco jugó la final de la Copa de la UEFA, ante la Juventus, y la final de la Copa, ante el Real Betis, ambas perdidas. Con el club vasco disputó 116 partidos, 91 de ellos de Liga.
En 1980 fichó por el F. C. Barcelona, por 100 millones de pesetas. En sus primeras seis temporadas fue titular indiscutible. Llegó a disputar la final de la Copa de Europa ante el Steaua, fallando el primer penalti de la tanda. La temporada 1986-87 la pasó en blanco debido a una lesión de menisco. Desde entonces, su participación decayó, aunque fue bastante utilizado por Johan Cruyff en los últimos minutos de partido y, siendo titular, cuando faltaba algún jugador. En el equipo Blaugrana  disputó 400 partidos, consiguiendo 17 títulos, entre los que destacan cuatro Ligas (84-85, 90-91, 91-92 y 92-93), una Copa de Europa (91-92), en la cual tuvo el honor de ser el jugador que recibió el trofeo de manos del presidente de la UEFA, el sueco Lennart Johansson, una Supercopa de Europa (91-92) y dos Recopas de Europa (81-82 y 88-89).
Además consiguió 4 Copas del Rey (1981, 1983, 1988 y 1990) siendo decisivo, sobre todo, en la de 1988 ya que un gol suyo derrotó a la Real Sociedad de Fútbol en la final por 1-0, 3 Supercopas de España (1983, 1991 y 1992) y 2 Copas de la Liga (1983 y 1986).
Alexanco disputó un total de 368 partidos de Liga en Primera división marcando 34 goles. Es el único jugador de la historia que ha marcado en finales de Copa (1988), Supercopa (1983 y 1985) y Copa de La Liga (1983 y 1986).

### Tras su retirada
Después de su retirada como jugador, formó parte de la secretaría técnica del F. C. Barcelona. A finales de 1997 abandonó el club junto a Rexach, que se marchó a entrenar al Yokohama Flügels. En febrero de 1998 se hizo cargo del F.C. Universitatea Craiova hasta final de temporada. En noviembre de 1998 fichó por el National de Bucarest hasta final de temporada. Fue ayudante de Rexach, cuando éste fue entrenador del F. C. Barcelona entre 2001 y 2002. En julio de 2005 fue designado Director de Fútbol base del F. C. Barcelona, cargo que ocupó hasta la marcha del presidente Joan Laporta en julio de 2010.
En agosto de 2015 ocupó el cargo de director de la Academia del Valencia C. F., cargo que estaba vacante tras la dimisión de Rufete. En enero de 2017 asumió de forma interina el cargo de director deportivo del primer equipo en el mercado de invierno tras la dimisión de Jesús García Pitarch. Posteriormente, a finales de febrero, fue confirmado en el cargo del primer equipo con un contrato hasta 2019, con Vicente Rodríguez de secretario técnico. El 22 de septiembre de 2017, fue despedido como secretario técnico del Valencia CF.
El 6 de enero de 2018 inició una nueva etapa como comentarista en Bein Sports, cargo que abandonó al finalizar la temporada. En marzo de 2021 vuelve a su cargo de director de fútbol base en el F.C. Barcelona, tras la victoria de Joan Laporta en las elecciones presidenciales.

## Selección nacional
Jugó dos partidos con la selección sub-21 en 1977.
Fue internacional con la Selección española en 34 ocasiones, logrando cuatro goles. Su debut como internacional fue el 15 de noviembre de 1978 en el partido España 1 - 0 Rumanía. Acudió a la Eurocopa de 1980 y al Mundial de 1982, siendo titular en ambos torneos. Después del Mundial, no volvió a jugar con la selección.

### Participaciones en Copas del Mundo
| Mundial                        | Sede   | Resultado    |
| ------------------------------ | ------ | ------------ |
| Copa Mundial de Fútbol de 1982 | España | Segunda fase |

## Clubes

### Como jugador
| Club             | País   | Año           |
| ---------------- | ------ | ------------- |
| Bilbao Athletic  | España | 1973-1976     |
| Deportivo Alavés | España | 1976 (Cedido) |
| Athletic Club    | España | 1976-1980     |
| F. C. Barcelona  | España | 1980-1993     |

### Tras su retirada
| Club                                       | País    | Año             |
| ------------------------------------------ | ------- | --------------- |
| F.C. Universitatea de Craiova (Entrenador) | Rumania | 1997-1998       |
| Nacional de Bucurest (Entrenador)          | Rumania | 1998-1999       |
| F. C. Barcelona (Asistente)                | España  | 2000-2002       |
| F. C. Barcelona (Dir. Fútbol base)         | España  | 2005-2010       |
| Valencia CF (Dir. de la Academia)          | España  | 2015-2017       |
| Valencia CF (Director deportivo)           | España  | 2017            |
| F. C. Barcelona (Dir. Fútbol base)         | España  | 2021-Actualidad |

## Títulos

### Campeonatos nacionales
| Título          | Club            | País   | Año  |
| --------------- | --------------- | ------ | ---- |
| Copa del Rey    | F. C. Barcelona | España | 1981 |
| Copa de la Liga | F. C. Barcelona | España | 1983 |
| Copa del Rey    | F. C. Barcelona | España | 1983 |
| Supercopa       | F. C. Barcelona | España | 1983 |
| Liga Española   | F. C. Barcelona | España | 1985 |
| Copa de la Liga | F. C. Barcelona | España | 1986 |
| Copa del Rey    | F. C. Barcelona | España | 1988 |
| Copa del Rey    | F. C. Barcelona | España | 1990 |
| Liga Española   | F. C. Barcelona | España | 1991 |
| Supercopa       | F. C. Barcelona | España | 1991 |
| Liga Española   | F. C. Barcelona | España | 1992 |
| Supercopa       | F. C. Barcelona | España | 1992 |
| Liga Española   | F. C. Barcelona | España | 1993 |

### Copas internacionales
| Título              | Club            | Sede      | Año  |
| Recopa de Europa    | F. C. Barcelona | Barcelona | 1982 |
| Recopa de Europa    | F. C. Barcelona | Berna     | 1989 |
| Liga de Campeones   | F. C. Barcelona | Londres   | 1992 |
| Supercopa de Europa | F. C. Barcelona | Barcelona | 1992 |